# Platygasterites spinosa
Platygasterites spinosa är en stekelart som beskrevs av Statz 1938. Platygasterites spinosa ingår i släktet Platygasterites och familjen gallmyggesteklar. Inga underarter finns listade i Catalogue of Life.